# حبيل حول نصير (السياني)

تعديل مصدري - تعديل

حبيل حول نصير محلة تابعة لقرية العريش، التابعة لعزلة العارضة بمديرية السياني إحدى مديريات محافظة إب في الجمهورية اليمنية.، بلغ تعداد سكانها 54 حسب تعداد اليمن لعام 2004.